# Natsumi Yabuuchi
Natsumi Yabuuchi (薮内 夏美?, Yabuuchi Natsumi; Sakai, 21 luglio 1977) è un'ex cestista e allenatrice di pallacanestro giapponese.

## Carriera
Con il Giappone ha disputato i Giochi olimpici di Atene 2004 e due edizioni dei Campionati asiatici (2001, 2004).